# Brachycaudonia
Brachycaudonia är ett släkte av steklar. Brachycaudonia ingår i familjen puppglanssteklar.
Kladogram enligt Catalogue of Life:
| Brachycaudonia | \| \| Brachycaudonia californica \| \| \| \| \| \| Brachycaudonia cyaniceps \| \| \| \| |
|                | \| \| Brachycaudonia californica \| \| \| \| \| \| Brachycaudonia cyaniceps \| \| \| \| |
|                | Brachycaudonia californica                                                              |
|                |                                                                                         |
|                | Brachycaudonia cyaniceps                                                                |
|                |                                                                                         |